# Allomicrus exiguus
Allomicrus exiguus är en skalbaggsart som beskrevs av Charles Joseph Gahan 1893. Allomicrus exiguus ingår i släktet Allomicrus och familjen långhorningar. Inga underarter finns listade i Catalogue of Life.